# Kremmling
Kremmling är en kommun (town) i Grand County i Colorado. Vid 2010 års folkräkning hade Kremmling 1 444 invånare.